# Elecciones municipales de Abancay de 1989
Las elecciones municipales de Abancay de 1989 se llevaron a cabo el 12 de noviembre de 1989 para elegir al alcalde y al Concejo Provincial de Abancay para el periodo 1990-1992. La elección se celebró simultáneamente con elecciones municipales en todo el país.

## Sistema electoral
La Municipalidad Provincial de Abancay es el órgano administrativo y de gobierno de la provincia de Abancay. Está compuesta por el alcalde y el Concejo Provincial.
La votación del alcalde y el concejo se realiza en base al sufragio universal, que comprende a todos los ciudadanos nacionales mayores de dieciocho años, empadronados y residentes en la provincia de Abancay y en pleno goce de sus derechos políticos, así como a los ciudadanos no nacionales residentes y empadronados en la provincia de Abancay.
El Concejo Provincial de Abancay está compuesto por 19 regidores elegidos por sufragio directo para un período de tres (3) años, en forma conjunta con la elección del alcalde (quien lo preside). La votación es por lista cerrada y bloqueada. Se asigna a la lista ganadora los escaños según el método d'Hondt o la mitad más uno, lo que más le favorezca.

## Composición del Concejo Provincial de Abancay
La siguiente tabla muestra la composición del Concejo Provincial de Abancay antes de las elecciones.
| Partidos | Partidos                                                        | Regidores |
| -------- | --------------------------------------------------------------- | --------- |
|          | Partido Aprista Peruano                                         | 11        |
|          | Izquierda Unida                                                 | 6         |
|          | Lista Independiente Frente Izquierda Revolucionaria de Apurímac | 2         |

## Partidos y candidatos
A continuación se muestra una lista de los principales partidos y alianzas electorales que participaron en las elecciones:
| Candidatura | Candidatura | Partidos y alianzas | Candidatos | Candidatos                | Ideología                                                        | Resultado previo | Resultado previo | Ref. |
| Candidatura | Candidatura | Partidos y alianzas | Candidatos | Candidatos                | Ideología                                                        | Votos (%)        | Reg.             | Ref. |
| ----------- | ----------- | --- | ---------- | ------------------------- | ---------------------------------------------------------------- | ---------------- | ---------------- | ---- |
|             | APRA        | Lista - Partido Aprista Peruano (APRA) |            | Heber Espinoza de Miranda | Aprismo                                                          | 55.94%           | 11               |      |
|             | IU          | Lista - Izquierda Unida (IU) – Unión de Izquierda Revolucionaria (UNIR) – Partido Unificado Mariateguista (PUM) – Partido Comunista Peruano (PCP) – Frente Obrero Campesino Estudiantil y Popular (FOCEP) |            | Favio Pozo Zárate         | Marxismo-leninismo Mariateguismo Socialismo democrático          | 32.21%           | 6                |      |
|             | ASI         | Lista - Acuerdo Socialista de Izquierda (ASI) – Partido Socialista Revolucionario (PSR) – Partido Comunista Revolucionario (PCR) – Movimiento Socialista Peruano (MSP)                                    |            | Eduardo Garrido Dioses    | Mariateguismo Socialismo democrático                             | 32.21%           | 6                |      |
|             | FREDEMO     | Lista - Frente Democrático (FREDEMO) – Acción Popular (AP) – Movimiento Libertad (Libertad) – Partido Popular Cristiano (PPC)                                                                             |            | Alfredo Joaquín Pomajulca | Liberalismo económico Humanismo cristiano Conservadurismo social | Nuevo            | Nuevo            |      |
|             | IND         | Lista - Lista Independiente Honestidad y Trabajo |            | Adriel Corazao Salas      | Localismo abanquino                                              | Nuevo            | Nuevo            |      |

## Resultados

### Sumario general
|                        |                                          |              |              |              |           |           |
| Partidos y coaliciones | Partidos y coaliciones                   | Voto popular | Voto popular | Voto popular | Regidores | Regidores |
| Partidos y coaliciones | Partidos y coaliciones                   | Votos        | %            | ±pp          | Total     | +/−       |
|                        | Izquierda Unida (IU)                     | 1,980        | 49.38        | +17.17       | 11        | +5        |
|                        | Frente Democrático (FREDEMO)             | 1,082        | 26.98        | Nuevo        | 3         | +3        |
|                        | Acuerdo Socialista de Izquierda (ASI)    | 652          | 16.26        | Nuevo        | 4         | +4        |
|                        | Partido Aprista Peruano (APRA)           | 272          | 6.78         | –49.16       | 1         | –10       |
|                        | Lista Independiente Honestidad y Trabajo | 24           | 0.60         | n/a          | 0         | ±0        |
|                        |                                          |              |              |              |           |           |
| Total                  | Total                                    | 4,010        |              |              | 19        | ±0        |
|                        |                                          |              |              |              |           |           |
| Votos válidos          | Votos válidos                            | 4,010        | 55.97        | –16.91       |           |           |
| Votos en blanco        | Votos en blanco                          | 896          | 12.51        | +5.43        |           |           |
| Votos nulos            | Votos nulos                              | 2,258        | 31.52        | +11.49       |           |           |
| Votos emitidos         | Votos emitidos                           | 7,164        | 24.26        | –51.50       |           |           |
| Abstenciones           | Abstenciones                             | 22,361       | 75.74        | +51.50       |           |           |
| Votantes registrados   | Votantes registrados                     | 29,525       |              |              |           |           |
|                        |                                          |              |              |              |           |           |
| Fuente:                |                                          |              |              |              |           |           |

## Elecciones municipales distritales

### Resultados por distrito
La siguiente tabla enumera el control de los distritos de la provincia de Abancay. El cambio de mando de una organización política se resalta del color de ese partido.
| Distrito             | Alcalde(sa) electo(a)        | Partido político | Partido político        | Alcalde(sa) electo(a)                          | Partido político                               | Partido político                               |
| -------------------- | ---------------------------- | ---------------- | ----------------------- | ---------------------------------------------- | ---------------------------------------------- | ---------------------------------------------- |
| Chacoche             | Carlos Robles Truevas        |                  | Partido Aprista Peruano | Elecciones municipales complementarias de 1991 | Elecciones municipales complementarias de 1991 | Elecciones municipales complementarias de 1991 |
| Circa                | Lucio Sarmiento Pérez        |                  | Izquierda Unida         | Elecciones anuladas                            | Elecciones anuladas                            | Elecciones anuladas                            |
| Curahuasi            | Elías Segovia Ruiz           |                  | Partido Aprista Peruano | Augusto Mosqueira Barazorda                    |                                                | Izquierda Unida                                |
| Huanipaca            | Edgar Gonzáles Valencia      |                  | Partido Aprista Peruano | José Arana Mormontoy                           |                                                | Acuerdo Socialista de Izquierda                |
| Lambrama             | Lucas Molina Valderrama      |                  | Partido Aprista Peruano | Elecciones municipales complementarias de 1991 | Elecciones municipales complementarias de 1991 | Elecciones municipales complementarias de 1991 |
| Pichirhua            | Basilio Quispe Meléndez      |                  | Izquierda Unida         | Valeriana Herrera Núñez                        |                                                | Acuerdo Socialista de Izquierda                |
| San Pedro de Cachora | Ángel Jáuregui Valdeiglesias |                  | Partido Aprista Peruano | Hubert Montufar Dávalos                        |                                                | Frente Democrático                             |
| Tamburco             | Juan Camacho Batallanos      |                  | Partido Aprista Peruano | Dionicio Soria Espinoza                        |                                                | Izquierda Unida                                |